# Синиша Вучинић
Синиша Вучинић (Требиње, 4. јул 1967) је српски политичар. Члан је Српске напредне странке.

## Биографија
Рођен је у Требињу, 4. јула 1967. године. Завршио је Машински факултет, ДИФ и завршио мастер на пословној економији, Сингидунум.
Почео је као фудбалер и стигао до Шведске где је престао да игра фудбал због проблема са раменом и кичмом. У Управном одбору Црвене звезде је од 1996. године. Пре политичке каријере радио је у Индустрији мотора и трактора на Новом Београду. Био је ожењен са Мирјаном са којом има двоје деце Николину и Филипа.

### Политичка каријера
Каријеру политичара је почео у првој српској националној странци након пада комунизма, Српској народној обнови Мирка Јовића, али ју је напустио после неколико месеци. Постаје председник Омладине Конзервативне странке која се учлањује у Удружену ројалистичку омладину (коју он формира).
За време рата је окупио паравојну јединицу „Српске соколове“, којих је било око 1500. 28. августа 1992. на Озрену, проглашен је за српског војводу, а иницијативу су понели Српски монархистички покрет, Савез свих Срба света и Српски народни препород, док је сам чин проглашења извршио Војвода Милика Дачевић Чеко. Тих година Вучинић је био ортодоксни монархиста и председник „Свесрпског савеза“ и један од главних организатора Конгреса православних монархиста 1993. Оснива Ројалистички покрет чији је председник био три године, и тада је исказивао ултра десничарске идеје. 1992. у интервјуу за немачки недељник „Шпигл“ је исказивао дивљење Адолфу Хитлеру и упоређивао своју паравојну јединицу „Српски соколови“ са Химлеровом СС (Шуцштафел) паравојном организацијом.
Године 1996. учлањује се у бивши огранак Српске радикалне странке, Радикалну странку „Никола Пашић“, чији је председник био Јован Гламочанин. Дан након учлањења, 14. децембра 1996. изабран је за председника када је Главни одбор сменио дотадашњег председника Гламочанина. За циљ, како данас Вучинић тврди, није имао да се супротстави Шешељевој радикалној странци, већ да приближи СПС и СРС, међутим Шешељ је тврдио да је Гламочанин имао задатак да растури радикале док је он у затвору, а да је Вучинић само то наставио. 15. маја 1998. Вучинић мења назив странке у Радикална странка Левице „Никола Пашић“.
За члана Дирекције Југословенске удружене левице изабран је 2000, али већ наредне године 3. јуна, због програмског неслагања, излази из ЈУЛ-а. Вучинић 14. јуна 2001. оснива Српску левицу, која је настала уједињењем Радикалне странке Левице „Никола Пашић“, Српског слободарског савеза и невладиних организација и удружења: Омладинска организација Српски соколови, Независно удружење пензионера Србије, Српски сељачки савез, Раднички покрет Србије и Црне Горе, Европска иницијатива, Форум за женска права. Његова политика се апсолутно окренула ка Слободану Милошевићу, те се декларише као левичар.
Учлањује се у Странку српског јединства али убрзо долази у сукоб са Бориславом Пелевићем и 28. јуна 2004. одвлачи део чланства ССЈ-а у његов Покрет српског јединства чији је био председник. После мање од годину дана, 24. марта 2005. године, он формира Српску партију социјалиста, која је као главни циљ истицала очување лика и дела Слободана Милошевића. Тада је свој акт објашњавао тиме што је желео да сачува огранке СПС-а, који је се, према његовим речима, распадао.
Дана 3. фебруара 2008. године, у другом кругу председничких избора, партија је подржала Томислава Николића. Вучинић је тада био у притвору, али како је он тада тврдио, да је остао на слободи изнео би неке податке о криминалним радњама Милутина Мркоњића, Ивице Дачића и Млађана Динкића, па би Николић добио довољан број гласова за победу.
Дана 11. маја 2008. године, на парламентарним изборима, странка је подржала Српску радикалну странку.
Дана 27. септембра 2008. године Српска партија социјалиста се, одлуком главног одбора, интегрише у Српску радикалну странку, чиме се Вучинић вратио десничарским идејама. Као разлог зближавања са Шешељем је навео да је тиме испунио последњу Милошевићеву жељу да се сви социјалисти приклоне Српској радикалној странци.
Формирао је и невладину организацију „Руска иницијатива“, испред које се састао у пар наврата са руским представницима у Београду.
У Требињу је Вучинић 21. јула 2009. формирао Иницијативни одбор невладине организације Српски четнички покрет Републике Српске, чији је и председник. Организовани су наставни центри у којима историчари са свих делова Балкана подучавају омладину од 16 до 22 године о томе шта је то четништво. Овакав Вучинићев потез је уздрмао политичку сцену на просторима бивше СФРЈ, што је изазвало бурна негодовања.
Дана 27. марта 2012. године постаје члан Српске напредне странке.

### Политички скандали
Током двадесетогодишње каријере био је познат по својим скандалима, које је сам изазивао или је био мета туђих напада.
Тих раних деведесетих многи га се сећају као гласноговорника који је држао запаљиве говоре широм Југославије. Маја 1993. залагао се да имовина богатих Јевреја и комуниста који су се обогатили у протеклих педесет година буде одузета зарад откупа, да би се исплатиле старе девизне штедише. У истом периоду, сметали су му и црнци у Београду. Памти се и да је пребијао Роме по Зеленом венцу уз образложење да „то нису Цигани већ дилери и да је све то било у циљу одбране националног интереса.“
Крајем 1992. изјавио је за немачки недељник „Шпигл“ да је током рата убио на стотине муслимана и Хрвата.
Средином деведесетих основао је организацију „Златна рука“, чији је циљ био ликвидација Геншера, Роберта Дола (енгл. Bob Dole) и Вилија Класа (енгл. Willy Claes), проглашавајући их за непријатеље Југославије.
Средином деведесетих је са Исидором Бјелицом, Симонидом Станковић (ћерка Милића од Мачве) и другима основао „Метафизичку државу монархије Србске“.
У ноћи између 21. и 22. децембра 2000. у кафићу „Мајор“ Вучинић се сукобио са гостима за суседним столом након чега је извадио пиштољ и претио њиме. Убрзо је приведен али и пуштен из притвора.
За време ратних сукоба у СФРЈ је био против Милошевића али је касније почео да подржава режим и са тадашњим председником постао пријатељ. Након пада Милошевићевог режима и Вучинић је постао мета ДОС-а. У ноћи између 30. и 31. мартa 2001. године се истакао у акцији одбране Слободана Милошевића у вили „Мир“. Пред само хапшење био је човек од његовог највећег поверења. Предлагао је киднаповање Чедомира Јовановића и евакуацију Милошевића из земље. Након хапшења Милошевића приведен је и Синиша Вучинић под оптужбом да је извршио кривично дело „учествовања у скупини која спречава службено лице у обављању службене радње, неовлашћено држање оружја (експлицитно Синиша се терети да је носио аутоматску пушку калашњиков) и тешко дело против сигурности“. Оптужницом су, поред Синише, као вође групе означени: Богољуб Бјелица, Ратко Зечевић, Јовица Бојиновић и Боривоје Дракулић, а на оптуженичкој клупи је укупно 34 особе. 2008. године, на суђењу је истицао да му је Млађан Динкић нудио милион евра за ликвидацију Милошевића, што би се после приписало његовом суицидном гену. Вучинић је признао да је пуцао, али је рекао да ће доказати да то нису била овлашћена лица већ припадници „земунског клана“. Суђење је трајало дванаест година, да би 25. марта 2013. сви оптужени били ослобођени од оптужнице.
Фебруара 2002. године позван је на информативни разговор заједно са Вуком Обрадовићем, због сумње да је претио функционеру Социјалдемократије Мехи Омеровићу.
Одмах након убиства Зорана Ђиниђића 2003. године у акцији „Сабља“ је поново ухапшен, због изјаве да је Ђинђић био ратни злочинац, и да ће га народ казнити ако се не преда сам. У самици је задржан месец дана, али му је на крају исплаћена одштета од 357.000 динара због „претрпљених душевних болова“. Тада је рекао да је поносан за распиривање мржње да се убије Ђинђић, јер је он послао Милошевића у Хаг да га тамо убију.
Дана 27. јуна 2003. Вучинић је изјавио да му је у притвору БИА понудила 500.000 динара да посведочи да је убиство Ђинђића организовао Војислав Коштуница.
Дана 18. априла 2005. у 22 часа је упао са наоружаном пратњом у просторије ТВ Б92 да би демантовао оно што је о њему у „Инсајдеру“ рекао Чедомир Јовановић.
На дан сахране Слободана Милошевића се Вучинићево возило сударило са трактором код Пожаревца. Вучинић је задобио лакше повреде а потпредседник његове странке Кисин је поломио два ребра. Полиција је утврдила да се судар десио због пребрзе вожње Вучинићевог личног шофера.
Дана 3. септембра 2006. године Вучинић је саопштењем обавестио медије да ће стране службе најпре отети, а потом и ликвидирати Наташу Кандић, Биљану Ковачевић Вучо и Соњу Бисерко с циљем да међународна јавност стекне утисак да их је, због подршке специјалном изасланику УН за преговоре о Космету Мартију Ахтисарију, ликвидирало државно руководство Србије. Он је још додао да саветује да њих три хитно замрзну своје јавно деловање и да се склоне на безбедне дестинације. Исто вече након гостовања на телевизији Б92 у телевизијској емисији Утисак Недеље, Наташа Кандић је зачула експлозију док је улазила у такси. Симптоматичан је и податак да је неколико дана након предаје Милорада Улемека Легије изјавио да ће Легија за убиство Ђинђића оптужити Бебу Поповића и Чедомира Јовановића (сценарио који је касније потврђен и коју ће таблоиди блиски властима обрађивати).
Године 2007, је на молбу кумова Небојше Пајкића и Исидоре Бјелице звао редитељку Јелену Голубовић и упутио јој претеће поруке, због финансијског сукоба који су имали ова редитељка и Исидора Бјелица.
Поводом формирања Српског четничког покрета, новинар Милош Васић и политичар Жарко Кораћ напали су Вучинића преко новина „Глас Српске“ због оснивања те организације. Он им је одговорио да ће „ускоро правити друштво њиховом миљенику Зорану Ђинђићу“ а недељнику „Време“ послао телеграм поводом „смрти“ Васића. Убрзо је НУНС алармантно затражило осуду за такве претње новинару Васићу и Кораћу. За њим се расписала потерница због „кривичног дела угрожавања сигурности“. 17. августа 2009. му је одређен притвор до 30 дана. 7. октобра 2009. у трећем општинском суду у Београду је осуђен је на 6 месеци условно, на две године. Као олакшавајућу околност му је узето да је породичан човек и то што никада није био осуђиван. Вучинић је објаснио да је све мислио метафорично и јавно се извинио Васићу и Кораћу. Пресуду је окарактерисао као жељу власти да га уклоне са политичке сцене Србије.
Тужилаштво за ратне злочине утврдило је да нема расположивих података да је Вучинић 1992. године у БиХ учествовао у злочинима над муслиманским и хрватским становништвом. Синиша Вучинић је признао да је дао интервју за немачки недељник „Шпигл“ и да је његов глас на снимку, али да је све измислио у циљу политичке популарности. Своје лажне наводе је објаснио жељом да буду објављени његови политички ставови и да надмаши Војислава Шешеља кога је у то време сматрао својим политичким такмацем.
Вучинић је ухапшен 20. новембра 2007. године на Булевару ослобођења у Новом Саду и одређен му је притвор до тридесет дана због наводне изнуде новца од новосадског бизнисмена и власника компаније „Голд ауто” Златка Матушића. Приликом хапшења полиција је код њега пронашла 2000 евра. У притвору је остао 62 дана, а штрајковао је глађу око 15 дана. Синиша Вучинић је тврдио да му је све било намештено због другог круга избора на којима је хтео да подржи Томислава Николића (СРС). Он је наводио да му је Матушић дуговао заостале плате, док је страна оптужбе наводила да је Вучинић рекетирао Матушића и изнудио му 140.000 евра. Након дужег периода суђења, због Вучинићевог сталног избегавања, он је 8. априла смештен у притвор све до краја поступка. 29. априла 2011. суд га је осудио на три године затвора због изнуде 1,5 милиона динара, а његову бившу жену Мирјану на шест месеци затвора због помагања у изнуди, односно преношења рекетираног новца. Одмах након донесене пресуде у једном ресторану крај ауто-пута Нови Сад - Београд, Вучинић је ударио три шамара Београђанину хрватског порекла. 30. августа 2012. је поништена пресуда у којој је био осуђен на три године затвора због тога што „пресуда садржи нејасне разлоге о одлучним чињеницама, односно о висини прибављене имовинске користи“.
Јуна 2013. је Небојша Пајкић пријавио полицији да је примио претеће поруке од Весне Вукелић Венди, на шта је она тврдила да је то Вучинић урадио у договору са својим кумом Пајкићем и да је на саслушању сазнала да Вучинић има посебну картицу са које шаље претеће поруке.